# (523618) 2007 RT15
2007 RT15, também escrito como 2007 RT15, é um objeto transnetuniano que está localizado no Cinturão de Kuiper, uma região do Sistema Solar. Este corpo celeste é classificado como um plutino, pois, o mesmo está em uma ressonância orbital de 2:3 com o planeta Netuno. Ele possui uma magnitude absoluta de 6,7 e tem um diâmetro estimado com 183 km.

## Descoberta
2007 RT15 foi descoberto no dia 11 de setembro de 2007 pelos astrônomos M. E. Schwamb, M. E. Brown e D. L. Rabinowitz.

## Órbita
A órbita de 2007 RT15 tem uma excentricidade de 0,226 e possui um semieixo maior de 39,263 UA. O seu periélio leva o mesmo a uma distância de 30,372 UA em relação ao Sol e seu afélio a 48,155 UA.